# Ronde van Italië voor vrouwen 2020
De Ronde van Italië voor vrouwen 2020 (Italiaans: Giro Rosa 2020) stond gepland van 26 juni tot en met 5 juli, tijdens de eerste week van de Ronde van Frankrijk. Vanwege de Coronapandemie werd de wedstrijd uitgesteld en werd op de vernieuwde kalender geplaatst tijdens de derde week van de Tour de France, van zaterdag 11 tot en met zondag 19 september, in het midden van Italië. Het was de 31e editie van de rittenkoers, die deel uitmaakt van de UCI Women's World Tour 2020. De ronde werd verkort van tien naar negen etappes en telde slechts één tijdrit: een ploegentijdrit op de eerste dag. Titelverdedigster was de Nederlandse Annemiek van Vleuten. Zij ging ook deze keer lang aan de leiding, maar moest opgeven in de roze trui na een val in de zevende etappe. Deze editie werd gewonnen door Anna van der Breggen.

## Ploegen
Aan deze Giro Rosa namen 23 ploegen deel. De acht World-Tourploegen kregen een automatische uitnodiging voor de wedstrijd en waren alle acht aanwezig. Verder waren o.a. het Nederlandse Boels Dolmans en de Belgische Lotto Soudal Ladies aanwezig. Naast Alé BTC Ljubljana deden nog zes andere Italiaanse ploegen mee.
De winnares van de twee voorgaande Giro Rosa's, wereldkampioene Annemiek van Vleuten, was ook deze keer torenhoge favoriet. Tweevoudig winnares Anna van der Breggen was kopvrouw namens Boels Dolmans, de Italiaanse Elisa Longo Borghini kopvrouw van Trek-Segafredo, de Deense Cecilie Uttrup Ludwig van FDJ Nouvelle-Aquitaine Futuroscope, de Zuid-Afrikaanse Ashleigh Moolman-Pasio van CCC-Liv, de Poolse Katarzyna Niewiadoma van Canyon-SRAM en de Spaanse Mavi García ging van start als kopvrouw van Alé BTC Ljubljana. Favorieten voor de sprints waren: drievoudig Giro-winnares Marianne Vos, Kirsten Wild, Lizzie Deignan, Sarah Roy, Coryn Rivera en de Belgen Jolien D'Hoore en Lotte Kopecky.
Aan de start stonden veertien Nederlanders en vijf Belgen. Van de in totaal 30 nationaliteiten waren de Italianen met 47 rensters in de meerderheid.
| Nrs.    | Code | Ploeg                   |
| ------- | ---- | ----------------------- |
| 1-6     | MTS  | Mitchelton-Scott (WWT)  |
| 11-16   | ALE  | Alé BTC Ljubljana (WWT) |
| 21-26   | VAI  | Aromitalia Vaiano       |
| 31-36   | ASA  | Astana                  |
| 41-46   | BPK  | BePink                  |
| 51-56   | BDU  | Bizkaia-Durango         |
| 61-66   | DLT  | Boels Dolmans           |
| 71-76   | CSR  | Canyon-SRAM (WWT)       |
| 81-86   | CCC  | CCC-Liv (WWT)           |
| 91-96   | WNT  | Ceratizit-WNT           |
| 101-106 | CGS  | Cogeas-Mettler          |
| 111-116 | CDO  | Cronos-Casa Dorada      |

| Nrs.    | Code | Ploeg                                    |
| ------- | ---- | ---------------------------------------- |
| 121-126 | EPK  | Paule Ka                                 |
| 131-136 | SBT  | Eurotarget-Bianchi-Vittoria              |
| 141-146 | FDJ  | FDJ Nouvelle-Aquitaine Futuroscope (WWT) |
| 151-156 | LSL  | Lotto Soudal Ladies                      |
| 161-166 | LCW  | Lviv Cycling Team                        |
| 171-176 | MOV  | Movistar Team (WWT)                      |
| 181-186 | SER  | Servetto-Piumate-Beltrami                |
| 192-196 | SUN  | Team Sunweb (WWT)                        |
| 201-206 | TOP  | Top Girls Fassa Bortolo                  |
| 211-216 | TFS  | Trek-Segafredo (WWT)                     |
| 221-226 | VAL  | Valcar-Travel & Service                  |

## Etappe-overzicht
Op 12 augustus presenteerde de organisatie het parcours voor de 31e editie, die plaats zal vinden in het midden van Italië. Net als de voorgaande jaren gaat ook deze editie van start met een ploegentijdrit (tevens de enige tijdrit van deze ronde) in de Toscaanse stad Grosseto. Via de regio's Umbrië, Lazio en Campania, eindigt de wedstrijd na 975 kilometer in Motta Montecorvino in de regio Apulië. Het slotweekend bestaat uit twee bergetappes in de provincie Foggia.

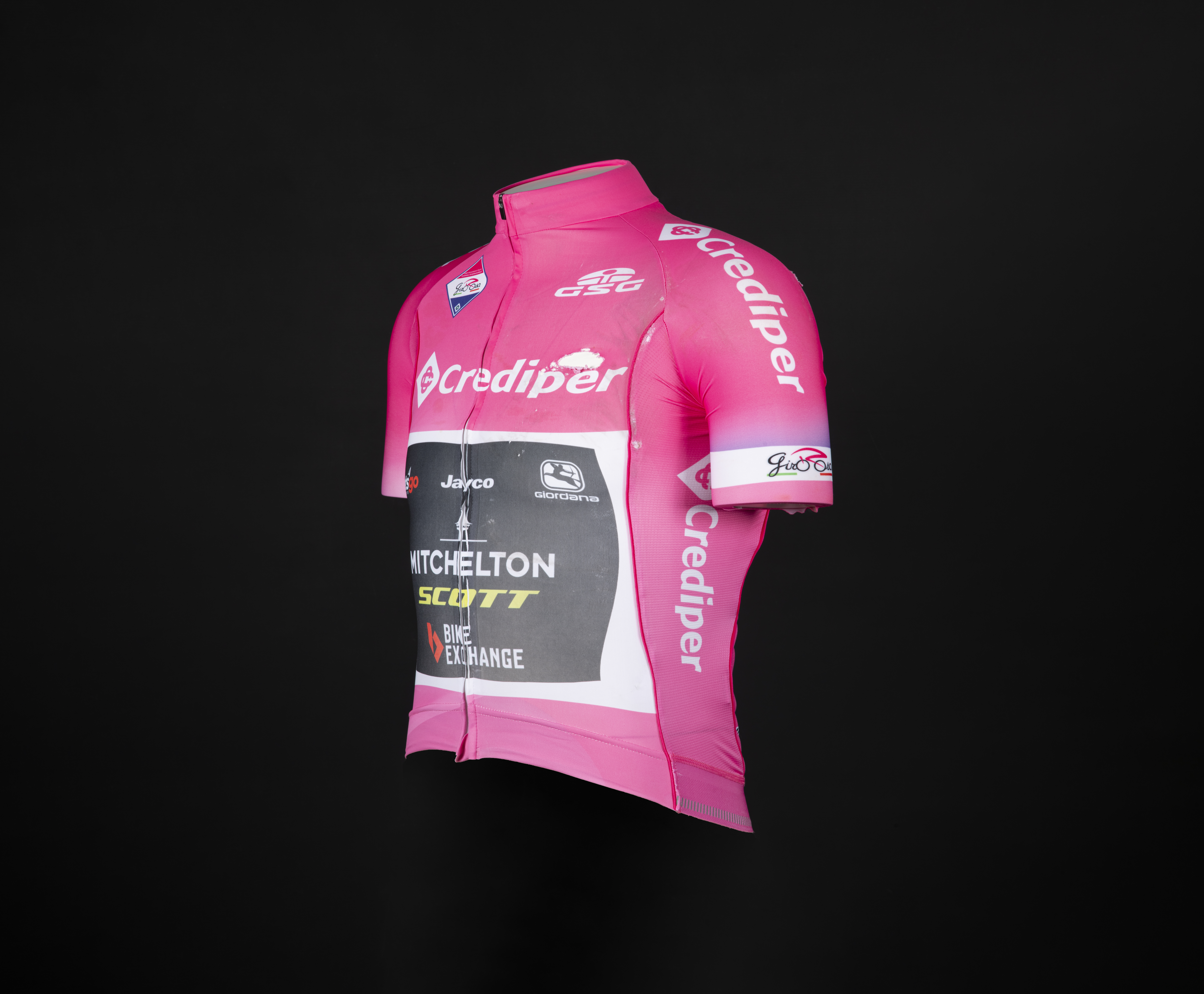
Leiderstrui voor de leidster in het algemeen klassement tijdens de Giro Rosa 2020, gewonnen door de Nederlandse Annemiek Van Vleuten van de Australische ploeg Mitchelton-Scott. (collectie KOERS. Museum van de Wielersport)

| #  | datum        | start                    | finish              | profiel        | afstand   | winnaar              | klassementsleider    |
| -- | ------------ | ------------------------ | ------------------- | -------------- | --------- | -------------------- | -------------------- |
| 1e | 11 september | Grosseto                 | Grosseto            | Ploegentijdrit | 16,8 km   | Trek-Segafredo       | Elisa Longo Borghini |
| 2e | 12 september | Civitella Paganico       | Arcidosso           | Heuvelrit      | 124,8 km  | Annemiek van Vleuten | Annemiek van Vleuten |
| 3e | 13 september | Santa Fiora              | Assisi              | Heuvelrit      | 142,2 km  | Marianne Vos         | Annemiek van Vleuten |
| 4e | 14 september | Assisi                   | Tivoli              | Heuvelrit      | 170,3 km  | Lizzy Banks          | Annemiek van Vleuten |
| 5e | 15 september | Terracina                | Terracina           | Vlakke rit     | 110,3 km  | Marianne Vos         | Annemiek van Vleuten |
| 6e | 16 september | Torre del Greco          | Nola                | Vlakke rit     | 97,5 km   | Marianne Vos         | Annemiek van Vleuten |
| 7e | 17 september | Nola                     | Maddaloni           | Heuvelrit      | 112,57 km | Lotte Kopecky        | Annemiek van Vleuten |
| 8e | 18 september | Castelnuovo della Daunia | San Marco la Catola | Bergrit        | 91,49 km  | Elisa Longo Borghini | Anna van der Breggen |
| 9e | 19 september | Motta Montecorvino       | Motta Montecorvino  | Bergrit        | 109,88 km | Évita Muzic          | Anna van der Breggen |

## Etappe-uitslagen

### 1e etappe (TTT)
| Vrijdag 11 september: Grosseto - Grosseto (16,8 km) |                  |        |
| Plaats                                              | Naam             | Tijd   |
| Winnaar                                             | Trek-Segafredo   | 20'05" |
| 2                                                   | Boels Dolmans    | + 3"   |
| 3                                                   | Mitchelton-Scott | + 5"   |
| 4                                                   | Paule Ka         | + 10"  |
| 5                                                   | Team Sunweb      | + 14"  |

### 2e etappe
| Zaterdag 12 september: Civitella Paganico - Arcidosso (124,8 km) |                        |                                    |          |
| Plaats                                                           | Naam                   | Ploeg                              | Tijd     |
| Winnaar                                                          | Annemiek van Vleuten   | Mitchelton-Scott                   | 3u53'20" |
| 2                                                                | Anna van der Breggen   | Boels Dolmans                      | + 1'16"  |
| 3                                                                | Katarzyna Niewiadoma   | Canyon-SRAM                        | z.t.     |
| 4                                                                | Cecilie Uttrup Ludwig  | FDJ Nouvelle-Aquitaine Futuroscope | + 1'29"  |
| 5                                                                | Ashleigh Moolman-Pasio | CCC-Liv                            | + 3'07"  |

### 3e etappe
| Zondag 13 september: Santa Fiora - Assisi (142,2 km) |                       |                                    |          |
| Plaats                                               | Naam                  | Ploeg                              | Tijd     |
| Winnaar                                              | Marianne Vos          | CCC-Liv                            | 3u53'34" |
| 2                                                    | Cecilie Uttrup Ludwig | FDJ Nouvelle-Aquitaine Futuroscope | + 2"     |
| 3                                                    | Elisa Longo Borghini  | Trek-Segafredo                     | + 5"     |
| 4                                                    | Liane Lippert         | Team Sunweb                        | + 8"     |
| 5                                                    | Annemiek van Vleuten  | Mitchelton-Scott                   | + 12"    |

### 4e etappe
| Maandag 14 september: Assisi - Tivoli (170,3 km) |                      |                   |          |
| Plaats                                           | Naam                 | Ploeg             | Tijd     |
| Winnaar                                          | Lizzy Banks          | Paule Ka          | 4u27'21" |
| 2                                                | Eugenia Bujak        | Alé BTC Ljubljana | + 7"     |
| 3                                                | Annemiek van Vleuten | Mitchelton-Scott  | + 1'10"  |
| 4                                                | Elisa Longo Borghini | Trek-Segafredo    | + 1'22"  |
| 5                                                | Katarzyna Niewiadoma | Canyon-SRAM       | + 1'25"  |

### 5e etappe
| Dinsdag 15 september: Terracina - Terracina (110,3 km) |                   |                     |          |
| Plaats                                                 | Naam              | Ploeg               | Tijd     |
| Winnaar                                                | Marianne Vos      | CCC-Liv             | 2u47'27" |
| 2                                                      | Lotte Kopecky     | Lotto Soudal Ladies | z.t.     |
| 3                                                      | Elizabeth Deignan | Trek-Segafredo      | z.t.     |
| 4                                                      | Coryn Rivera      | Team Sunweb         | z.t.     |
| 5                                                      | Lisa Brennauer    | Ceratizit-WNT       | z.t.     |

### 6e etappe
| Woensdag 16 september: Torre del Greco - Nola (97,5 km) |               |                     |          |
| Plaats                                                  | Naam          | Ploeg               | Tijd     |
| Winnaar                                                 | Marianne Vos  | CCC-Liv             | 2u14'24" |
| 2                                                       | Hannah Barnes | Canyon-SRAM         | z.t.     |
| 3                                                       | Lotte Kopecky | Lotto Soudal Ladies | z.t.     |
| 4                                                       | Coryn Rivera  | Team Sunweb         | z.t.     |
| 5                                                       | Amy Pieters   | Boels Dolmans       | z.t.     |

### 7e etappe
| Donderdag 17 september: Nola - Maddaloni (112,57 km) |                      |                         |          |
| Plaats                                               | Naam                 | Ploeg                   | Tijd     |
| Winnaar                                              | Lotte Kopecky        | Lotto Soudal Ladies     | 2u52'12" |
| 2                                                    | Elizabeth Deignan    | Trek-Segafredo          | + 2"     |
| 3                                                    | Katarzyna Niewiadoma | Canyon-SRAM             | + 3"     |
| 4                                                    | Marta Cavalli        | Valcar-Travel & Service | z.t.     |
| 5                                                    | Anna van der Breggen | Boels Dolmans           | z.t.     |

### 8e etappe
| Vrijdag 18 september: Castelnuovo della Daunia - San Marco la Catola (91,49 km) |                       |                                    |          |
| Plaats                                                                          | Naam                  | Ploeg                              | Tijd     |
| Winnaar                                                                         | Elisa Longo Borghini  | Trek-Segafredo                     | 2u33'57" |
| 2                                                                               | Anna van der Breggen  | Boels Dolmans                      | z.t.     |
| 3                                                                               | Mikayla Harvey        | Paule Ka                           | + 31"    |
| 4                                                                               | Katrine Aalerud       | Movistar Team                      | + 1'06"  |
| 5                                                                               | Cecilie Uttrup Ludwig | FDJ Nouvelle-Aquitaine Futuroscope | + 1'19"  |

### 9e etappe
| Zaterdag 19 september: Motta Montecorvino - Motta Montecorvino (109,88 km) |                    |                                    |          |
| Plaats                                                                     | Naam               | Ploeg                              | Tijd     |
| Winnaar                                                                    | Évita Muzic        | FDJ Nouvelle-Aquitaine Futuroscope | 3u16'30" |
| 2                                                                          | Niamh Fisher-Black | Paule Ka                           | z.t.     |
| 3                                                                          | Juliette Labous    | Team Sunweb                        | z.t.     |
| 4                                                                          | Katia Ragusa       | Astana Women's Team                | + 3"     |
| 5                                                                          | Ellen van Dijk     | Trek-Segafredo                     | + 4"     |

### Uitvallers
- 2e etappe, niet gefinisht:  Naomi De Roeck,  Fiona Turnbull
buiten tijd:  Olivija Baleišytė,  Kseniya Dobrynina,  Mia Radotić,  Martina Fidanza,  Francesca Pattaro,  Nicole Fede,  Elis Simeoni,  Sofia Collinelli,  Alice Gasparini,  Gemma Sernissi
- 3e etappe, niet gefinisht:  Carla Oberholzer,  Arianna Fidanza,  Asja Paladin,  Elisa Dalla Valle
- 4e etappe, niet gestart:  Michela Balducci
niet gefinisht:  Liliana Moreno Blanca,  Anna Trevisi,  Francesca Pisciali
- 5e etappe, niet gestart:  Emilia Fahlin
niet gefinisht:  Julie Van de Velde,  Vania Canvelli
- 6e etappe, niet gestart:  Vittoria Guazzini
niet gefinisht:  Joelija Birjoekova,  Elena Pirrone,  Giorgia Catarzi
buiten tijd:  Audrey Cordon-Ragot,  Teniel Campbell,  Ariana Gilabert,  Lara Vieceli
- 7e etappe, niet gefinisht:  Lone Meertens,  Barbara Guarischi
- 8e etappe, niet gestart:  Annemiek van Vleuten ,  Amanda Spratt,  Małgorzata Jasińska,  Jevgenija Vysotska
niet gefinisht:  Lotte Kopecky,  Moniek Tenniglo,  Olga Zabelinskaja,  Emma Norsgaard,  Marlen Reusser,  Anna Potokina
- 9e etappe, niet gefinisht:  Jolien D'Hoore,  Eva Buurman,  Špela Kern,  Diana Klimova,  Sandra Alonso,  Ainara Elbusto,  Lizzie Holden,  Olena Sharha,  Carmela Cipriani

## Klassementenverloop
De roze trui wordt uitgereikt aan de rijdster met de laagste totaaltijd.
 De (ciclamino) paarse trui wordt uitgereikt aan de rijdster met de meeste punten van de etappefinishes en tussensprints.
 De "Queen of the Mountains" (Bergkoningin) trui wordt uitgereikt aan de rijdster met de meeste behaalde punten uit bergtop passages.
 De witte trui wordt uitgereikt aan de beste jongere in het algemeen klassement.
 De (azzurre) blauwe trui wordt uitgereikt aan de beste Italiaanse rijdster in het algemeen klassement.
| Etappe           | Winnaar              | Algemeen klassement  | Puntenklassement     | Bergklassement        | Jongerenklassement | Beste Italiaanse     | Ploegenklassement |
| ---------------- | -------------------- | -------------------- | -------------------- | --------------------- | ------------------ | -------------------- | ----------------- |
| 1                | Trek-Segafredo       | Elisa Longo Borghini | niet uitgereikt      | niet uitgereikt       | Emma Norsgaard     | Elisa Longo Borghini | Trek-Segafredo    |
| 2                | Annemiek van Vleuten | Annemiek van Vleuten | Annemiek van Vleuten | Annemiek van Vleuten  | Mikayla Harvey     | Elisa Longo Borghini | CCC-Liv           |
| 3                | Marianne Vos         | Annemiek van Vleuten | Annemiek van Vleuten | Marianne Vos          | Mikayla Harvey     | Elisa Longo Borghini | CCC-Liv           |
| 4                | Lizzy Banks          | Annemiek van Vleuten | Annemiek van Vleuten | Cecilie Uttrup Ludwig | Mikayla Harvey     | Elisa Longo Borghini | Paule Ka          |
| 5                | Marianne Vos         | Annemiek van Vleuten | Marianne Vos         | Cecilie Uttrup Ludwig | Mikayla Harvey     | Elisa Longo Borghini | Paule Ka          |
| 6                | Marianne Vos         | Annemiek van Vleuten | Marianne Vos         | Cecilie Uttrup Ludwig | Mikayla Harvey     | Elisa Longo Borghini | Paule Ka          |
| 7                | Lotte Kopecky        | Annemiek van Vleuten | Marianne Vos         | Cecilie Uttrup Ludwig | Mikayla Harvey     | Elisa Longo Borghini | CCC-Liv           |
| 8                | Elisa Longo Borghini | Anna van der Breggen | Marianne Vos         | Cecilie Uttrup Ludwig | Mikayla Harvey     | Elisa Longo Borghini | CCC-Liv           |
| 9                | Évita Muzic          | Anna van der Breggen | Marianne Vos         | Cecilie Uttrup Ludwig | Mikayla Harvey     | Elisa Longo Borghini | CCC-Liv           |
| Eindklassementen | Eindklassementen     | Anna van der Breggen | Marianne Vos         | Cecilie Uttrup Ludwig | Mikayla Harvey     | Elisa Longo Borghini | CCC-Liv           |

## Eindklassementen
| Plaats    | Naam                   | Ploeg                              | Tijd      |
| --------- | ---------------------- | ---------------------------------- | --------- |
| Roze trui | Anna van der Breggen   | Boels Dolmans                      | 26u25'43" |
| 2         | Katarzyna Niewiadoma   | Canyon-SRAM                        | + 1'14"   |
| 3         | Elisa Longo Borghini   | Trek-Segafredo                     | + 2'20"   |
| 4         | Cecilie Uttrup Ludwig  | FDJ Nouvelle-Aquitaine Futuroscope | + 2'22"   |
| 5         | Mikayla Harvey         | Paule Ka                           | + 2'52"   |
| 6         | Ashleigh Moolman-Pasio | CCC-Liv                            | + 5'02"   |
| 7         | Ane Santesteban        | Ceratizit-WNT                      | + 6'31"   |
| 8         | Paula Patiño           | Movistar Team                      | + 6'54"   |
| 9         | Mavi García            | Alé BTC Ljubljana                  | + 7'06"   |
| 10        | Évita Muzic            | FDJ Nouvelle-Aquitaine Futuroscope | + 7'47"   |

| Plaats      | Naam                 | Ploeg         | Punten |
| ----------- | -------------------- | ------------- | ------ |
| Paarse trui | Marianne Vos         | CCC-Liv       | 46     |
| 2           | Anna van der Breggen | Boels Dolmans | 34     |
| 3           | Katarzyna Niewiadoma | Canyon-SRAM   | 34     |

| Plaats      | Naam                  | Ploeg                              | Punten |
| ----------- | --------------------- | ---------------------------------- | ------ |
| Groene trui | Cecilie Uttrup Ludwig | FDJ Nouvelle-Aquitaine Futuroscope | 40     |
| 2           | Elisa Longo Borghini  | Trek-Segafredo                     | 28     |
| 3           | Katia Ragusa          | Astana Women's Team                | 24     |

| Plaats     | Naam           | Ploeg                              | Tijd      |
| ---------- | -------------- | ---------------------------------- | --------- |
| Witte trui | Mikayla Harvey | Paule Ka                           | 26u28'35" |
| 2          | Évita Muzic    | FDJ Nouvelle-Aquitaine Futuroscope | + 4'55"   |
| 3          | Liane Lippert  | Team Sunweb                        | + 5'35"   |

| Plaats      | Naam                 | Ploeg                   | Tijd      |
| ----------- | -------------------- | ----------------------- | --------- |
| Blauwe trui | Elisa Longo Borghini | Trek-Segafredo          | 26u28'03" |
| 2           | Marta Cavalli        | Valcar-Travel & Service | + 6'26"   |
| 3           | Katia Ragusa         | Astana Women's Team     | + 7'22"   |